# 曹学成
曹学成（1947年1月—2023年11月15日），男，山东新泰人，中华人民共和国政治人物，曾任山东省体育运动委员会主任，中共潍坊市委书记，山东省人大常委会副主任。